# Jules Noutour
Jules Noutour, (1897-1945), policier, militant syndicaliste et socialiste lillois, résistant, est le cofondateur de La Voix du Nord avec Natalis Dumez.

## Biographie
Jules Edmond Marcel Noutour est né le 12 décembre 1897 à Boulogne-sur-Mer. Après avoir combattu héroïquement lors de la Première Guerre mondiale, il devient gardien de la paix le 1er octobre 1922. Jules Noutour se consacre alors également à des activités syndicales au sein de la police. Il est secrétaire général de l’Association professionnelle de la police de Lille et secrétaire général de l’Union départementale des policiers du Nord. Il est également responsable du journal Le Policier du Nord. Il adhère au parti socialiste.
Dès l'occupation de Lille par les allemands en fin mai 1940, il entre en résistance et publie le 14 juin une feuille de résistance avec l'aide de Denimal et Dewerse. S'opposant à sa hiérarchie, il est affecté à un simple poste de policier municipal. En juillet 1941, lorsque le gouvernement de Vichy dissout les associations professionnelles, Jules Noutour fait paraître un communiqué dans les postes de police pour protester contre cette mesure en demandant à ses camarades « d’être calmes en attendant des jours meilleurs ». Cette publication a entraîné en décembre 1941 sa révocation de la police par le préfet Fernand Carles. Jules Noutour, alias Levasseur, appartient alors à de nombreux réseaux de résistance tels que Gloria SMH (SMH étant les initiales renversées de HMS « His Majesty’s ship »), Pat O’Leary, Buckmaster, Libération-Nord et surtout le mouvement Voix du Nord. Avec Natalis Dumez il collabore à la création du journal clandestin La Voix du Nord en avril 1941 et se charge de sa diffusion jusqu'en août 1943.
Le 1er septembre 1943, Jules Noutour est arrêté par la police de sûreté allemande (Sipo-SD) avec son épouse Jeanne née Potié, et leur fille Janine, âgée de 14 ans. Cette dernière, en raison de son jeune âge, est relâchée le 16 septembre. Interrogé par Kurt Kohl, inspecteur de la Sipo-SD à La Madeleine et violemment torturé, Noutour est ensuite condamné par un tribunal militaire allemand à 20 ans de travaux forcés. Il est déporté le 27 janvier 1944 et trouvera la mort au camp de concentration de Gross-Rosen en février 1945. 
Jeanne Potié est internée 5 mois à la prison de Loos. Elle est transférée à Essen, puis à Ravensbrück, et Mauthausen. Elle est libérée au printemps 1945.

## Reconnaissances
Jules Noutour est cité à l'Ordre de la Nation, le 15 octobre 1947, pour avoir fondé une organisation assurant le passage des prisonniers en zone libre et pour avoir été cofondateur du journal clandestin La Voix du Nord.
Le 22 novembre 1986 est inauguré à Lomme, la rue Jules Noutour, dans le quartier du Marais, où résidait Jeanne Potié depuis les années 1960.
Auparavant, en juillet 1982, la mairie de Lille avait rendu un avis défavorable à la demande de l'association La Résistance Voix du Nord pour que le nom de Jules Noutour soit donné à une rue du quartier de Fives.
Excepté cette rue portant son nom à Lomme, la seule trace de ce résistant est un petit mémorial érigé en son honneur sur le parking du commissariat central de Lille.
La Voix du Nord n'a rendu aucun hommage à Jules Noutour. Une très longue haine va opposer les anciens membres de la résistance Voix du Nord et la direction du quotidien. Le 15 novembre 1986, le journal publiait encore une photo de Noutour, accompagnée d’un article, sous la mention « on nous prie d’insérer ».
Sous l'impulsion de Jacques Hardoin, nouveau directeur général de la Voix du Nord à partir de 2005, un rapprochement est opéré entre les différents mouvements et, le 2 avril 2011, à l'occasion du 70e anniversaire du journal, est inauguré un "espace Mémoire de la Voix du Nord" au sein du Musée de la résistance de Bondues, en présence de représentants des différents courants, et notamment de Chantal Dumez, fille de Natalis Dumez, le cofondateur de la "Voix du Nord"' avec Jules Noutour.